# 40e cérémonie des International Emmy Awards
Pour la cérémonie principale des Emmy Awards récompensant les programmes télévisés diffusés en primetime aux États-Unis, voir la 64e cérémonie des Primetime Emmy Awards.
La 40e cérémonie des International Emmy Awards, décernés par l'International Academy of Television Arts and Sciences, a eu lieu le 19 novembre 2012, et a récompensé les programmes télévisés internationaux diffusés au cours de la saison 2011-2012.

## Palmarès

### Meilleure performance d'acteur
- Darío Grandinetti dans Televisión por la Inclusión  Argentine
  - Arthur Acuña dans The Kitchen Musical  Singapour
  - Jason Isaacs dans Case Histories  Royaume-Uni
  - Stein Winge dans Koselig med peis  Norvège
  - Zhu Yawen dans Yuan Qu De Fei Ying  Chine

### Meilleure performance d'actrice
- Cristina Banegas dans Televisión por la Inclusión  Argentine
  - Sidse Babett Knudsen dans Borgen  Danemark
  - Rina Sa dans Zhong Guo Di  Hong Kong
  - Joanna Vanderham dans The Runaway  Royaume-Uni

### Meilleure série dramatique
- Braquo  France
  - ICAC Investigators  Hong Kong
  - The Kitchen Musical  Brésil
  - The Slap  Australie
  - The Social Leader  Argentine

### Meilleure comédie
- Absolutely Fabulous  Royaume-Uni
  - A Mulher Invisível  Brésil
  - Spy  Royaume-Uni
  - Wat Als?  Belgique

### Meilleure mini-série ou meilleur téléfilm
- Black Mirror  Royaume-Uni
  - Early Autumn  Japon
  - The Good Men  Brésil
  - L'Infiltré  France

### Meilleure telenovela
- O Astro  Brésil
  - Rosa Fogo  Portugal
  - Remédio Santo  Portugal
  - Iron Daughters-in-Law  Corée du Sud

### Meilleur documentaire
- Terry Pratchett: Choosing to Die  Royaume-Uni
  - Across Land, Across Sea  Corée du Sud
  - Hitler's Escape  Argentine
  - Wettlauf Zum Südpol  Allemagne

### Meilleur programme artistique
- Songs of War  Corée du Sud
  - All My Life  Brésil
  - Queen: Days of Our Lives  Royaume-Uni
  - Blue Man  Japon

### Meilleur programme de divertissement non-scénarisé
- The Amazing Race Australia  Australie
  - The Challenger Muaythai  Singapour
  - El Hormiguero  Espagne
  - Planeta Extremo  Brésil

### Directorate Award
- Kim In-Kyu

### Founders Award
- Alan Alda et Norman Lear
- Ryan Murphy